# Party Up (Up in Here)
"Party Up (Up in Here)" é uma canção do rapper DMX. É uma de suas canções mais reconhecidas e vem de seu terceiro álbum ...And Then There Was X, lançado em 1999. É a canção que alcançou a maior posição nas paradas de sua carreira, chegando ao número 27 na Billboard Hot 100. Existem três versões da canção: a versão explícita/do álbum; a versão do álbum censurado; e uma versão editada do rádio/videoclipe. É o número 65 na lista das 100 Maiores Canções dos Anos 2000 da VH1.

## Na cultura popular
- Michael Phelps escuta "Party Up" antes de suas corridas, particularmente seu primeiro recorde mundial e antes dele ter entrado para o time olímpico dos EUA.
- O clipe de "Party Up" foi filmado em Galveston, Texas onde hoje é o edifício Frost Bank.
- A canção aparece na trilha sonora do filme Gone in Sixty Seconds (2000); ela toca no rádio de um Humvee roubado tentando escapar da polícia.
- A canção também aparece em How High, um filme estrelado por Redman e Method Man, assim como nos filmes Like Mike, King's Ransom, Coyote Ugly, Hardball, First Sunday and Zack and Miri Make a Porno.
- A canção apareceu em episódios das séries de TV Malcolm in the Middle, Eastbound and Down e King of Queens.
- Depois que os Los Angeles Lakers ganharam o campeonato da NBA em 2000, no vestiário, eles estavam cantando a canção.
- A canção faz insultos ao rapper Kurupt, por ter insultado DMX em "Calling Out Names" porque DMX estava tendo um caso com Foxy Brown, a ex-noiva de Kurupt.
- É apresentada no começo de Dave Chappelle: Killin' Them Softly, um especial de comédia de Dave Chappelle.
- O lutador profissional Elix Skipper veio com uma imitação/interpretação da canção (com suas próprias letras) como sua música de entrada quando estava na WCW, seguindo os passos de lutadores como Diamond Dallas Page & Chris Jericho, que também usavam imitações de canções populares como suas músicas de entrada.
- A versão censurada também é usada no vídeo game Tiger Woods PGA Tour 2004.[3][4]

## Posições nas paradas
| Parada                                          | Posição |
| ----------------------------------------------- | ------- |
| U.S. Billboard Hot 100                          | 27      |
| U.S. Billboard Hot R&B/Hip-Hop Singles & Tracks | 8       |
| U.S. Billboard Hot Rap Singles                  | 11      |
| U.S. Billboard Pop Songs                        | 39      |

| Parada de fim de ano (2000) | Posição |
| --------------------------- | ------- |
| U.S. Billboard Hot 100      | 71      |

## Vendas e certificações
| Região                                                        | Certificação | Vendas     |
| ------------------------------------------------------------- | ------------ | ---------- |
| Brasil (Pro-Música Brasil)                                    | Ouro         | 30,000‡    |
| Estados Unidos (RIAA)                                         | 3× Platina   | 3,000,000‡ |
| Reino Unido (BPI)                                             | Ouro         | 400,000‡   |
| ‡vendas+valores de streaming baseados somente na certificação |              |            |